# Pejzaż z ucieczką do Egiptu
Pejzaż z ucieczką do Egiptu (niderl. De vlucht naar Egypte) – obraz olejny niderlandzkiego malarza Pietera Bruegla.

## Opis
Jeden z czterech obrazów religijnych, gdzie motyw biblijny wydaje się mało istotny w stosunku do rozciągającego się pejzażu. Temat został zaczerpnięty z Ewangelii Mateusza. Postać Marii w czerwonym płaszczu na ośle i Józefa znajduje się u dołu obrazu. Tylko dzięki czerwonej barwie okrycia, widz może zauważyć scenę. Wszystko inne utrzymane jest w podobnych odcieniach brązu.